# Matthew Oakley
Matthew "Matt" Oakley, född 17 augusti 1977 i Peterborough, är en engelsk före detta fotbollsspelare. Han spelade främst som centralmittfältare.
Matt Oakley började sin karriär i Southamptons ungdomsakademi. 1994 plockades han in i a-laget. Oakley var Southampton trogen i åtta år då han värvades av Derby County år 2006. Totalt blev det 309 matcher och 20 mål i Southampton tröjan. Oakley värvades gratis till Derby 2006. Han utnämndes kapten innan debuten. I Derby blev det 62 matcher och 9 mål. Oakley hjälpte Derby till att vinna playoff-matchen mot West Bromwich med 1-0 då han var kapten för Derby. Följande säsong gick bedrövligt för Derby då man endast skrapade ihop 38 poäng. Oakley skrev i januarifönstret den säsongen på för Leicester City för en uppskattad summa på 500 000 pund.
07/08 säsongen var bedrövlig för Leicesters del då man blev nedflyttade till League One. Men under nya managern Nigel Pearsons styre så blev det ljusare tider. Oakley utnämndes vice-kapten under kaptenen Stephen Clemence. Men tack vare att Clemence var skadad mycket ofta så var Oakley kapten under nästan alla matcher i League One. Leicester vann League One den säsongen under Oakley ledarskap på planen. Matt Oakley spelade också den kommande säsongen för Leicester som kapten. Stephen Clemence bestämde sig för i slutet av 09/10 säsongen för att sluta och Matt Oakley utnämndes som klubbens kapten.
Efter säsongen 2016/2017 avslutade Oakley sin fotbollskarriär.

## Meriter
Southampton
- Fa-cup finalist: 2003

Derby County
- Vinnare av kvalet till Premier League: 2007

Leicester City
- League One mästare: 2009

Individuellt
- Invald i årets League One lag: 2009